# Lecania brattiae
Lecania brattiae är en lavart som beskrevs av B. D. Ryan & van den Boom. Lecania brattiae ingår i släktet Lecania och familjen Ramalinaceae.   Inga underarter finns listade i Catalogue of Life.